# Eugenia pacifica
Eugenia pacifica är en myrtenväxtart som beskrevs av George Bentham. Eugenia pacifica ingår i släktet Eugenia och familjen myrtenväxter. Inga underarter finns listade i Catalogue of Life.